# Боливија на Светском првенству у атлетици на отвореном 2019.
Боливија је учествовала на 17. Светском првенству у атлетици на отвореном 2019. одржаном у Дохи од 27. септембра до 6. октобра седамнаести пут, односно учествовала је на свим првенствима до данас. Репрезентацију Боливије представљала је 1 атлетичарка која се такмичила у дисциплини брзог ходања на 20 км., 
На овом првенству атлетичарка Боливије није освојила ниједну медаљу, нити је остварила неки резултат.

## Учесници
Жене:
- Анхела Кастро — Ходање 20 км

## Резултати

### Жене
| Атлетичарка   | Дисциплина   | Лични рекорд | Квалификације | Квалификације | Полуфинале | Полуфинале | Финале   | Финале       | Детаљи |
| Атлетичарка   | Дисциплина   | Лични рекорд | Резултат      | Место         | Резултат   | Место      | Резултат | Место        | Детаљи |
| ------------- | ------------ | ------------ | ------------- | ------------- | ---------- | ---------- | -------- | ------------ | ------ |
| Анхела Кастро | 20 км ходање | 1:30:33 НР   |               |               |            |            | 1:41:15  | 28 / 39 (45) |        |